# Bridei II dei Pitti
Bridei o Bruide, figlio di Foith o di Uuid (... – 642 circa) è stato sovrano dei Pitti.
Secondo la Cronaca dei Pitti regnò cinque anni dopo il fratello Gartnait III. Gli successe l'altro fratello Talorc III.